# Hans Conried
Hans Georg Conried, Jr.  (15 de abril de 1917 – 5 de enero de 1982) fue un humorista, actor de carácter y actor de voz de nacionalidad estadounidense.

## Primeros años
Nacido en Baltimore, Maryland, sus padres eran Hans Georg Conried, Sr. y Edith Beyr Gildersleeve. Su madre era descendiente de los Padres Peregrinos, y su padre era un inmigrante judío procedente de Viena, Austria. Conried se crio en Baltimore y en la ciudad de Nueva York, y estudió arte dramático en la Universidad de Columbia. 
Conried trabajó en la radio antes de debutar en el cine en 1939, siendo también miembro de la Compañía del Teatro Mercury de Orson Welles, y en septiembre de 1944 se alistó en el Ejército de los Estados Unidos como consecuencia de la Segunda Guerra Mundial.

## Carrera
Conried actuó de manera regular en numerosos shows radiofónicos en las décadas de 1940 y 1950, destacando de entre ellos el George Burns & Gracie Allen Show, en el cual hacía el papel de un psiquiatra a quien Burns consultaba habitualmente buscando ayuda en su relación con la atolondrada Allen.
El año más destacado de la carrera de Conried fue 1953, debutando como actor teatral en el circuito de Broadway con la obra Can-Can, y participando en seis largometrajes, entre ellos, The Twonky y The 5,000 Fingers of Dr. T. Otras producciones de Broadway en las que trabajó fueron 70, Girls, 70 y Irene.
El inimitable gruñido de Conried, así como su dicción impecable, eran perfectos para los papeles que interpretaba, bien fuera el del Profesor Kopokin en el show radiofónico My Friend Irma, o los cómicos malvados y tipos excéntricos del estilo del Capitán Garfio (y Mr. Darling) en el film de Walt Disney Peter Pan y el Grinch/narrador en la cinta escrita por Dr. Seuss Halloween is Grinch Night. 
Conried también fue miembro del elenco de The Rocky and Bullwinkle Show, dando voz al personaje Snidely Whiplash en los cortos de Dudley Do-Right. Asimismo presentó Fractured Flickers, otra creación de Jay Ward y Bill Scott, y dio voz a Wally Walrus en The Woody Woodpecker Show, al Profesor Waldo Wigglesworth en Hoppity Hooper, y al Dr. Dred en Drak Pack. Además, fue conocido por encarnar al patriarca de la familia Williams, el Tío Tonoose, en la sitcom The Danny Thomas Show, un papel que interpretó a lo largo de trece años. Otro show en el que trabajó con regularidad fue el espacio de Jack Paar Tonight Show, desde 1959 a 1962.

## Actuaciones televisivas
Además de presentar Fractured Flickers, Conried fue panelista regular del programa de la CBS Pantomime Quiz, e invitado semirregular del concurso Take A Good Look. Entre las múltiples producciones para las que trabajó como artista invitado figuran Davy Crockett, Meet McGraw, Hey, Jeannie!, The Donna Reed Show, Meet Mr. McNutley, The DuPont Show with June Allyson, The Monkees, I Love Lucy (serie en la que encarnaba a Percy Livermore), The Many Loves of Dobie Gillis, Mister Ed, Ben Casey, Dr. Kildare, Perdidos en el Espacio, The Beverly Hillbillies, The Lucy Show , La isla de Gilligan, Have Gun – Will Travel, Love, American Style, Kolchak, Alice, Laverne & Shirley, The Love Boat, Hogan's Heroes, Match Game, Maverick, What's It For, y La Isla de la Fantasía. Formó también parte del reparto de la sitcom Las tribulaciones del Juez Franklin. Entre 1956 y 1963 Conried hizo frecuentes actuaciones como el excéntrico "Tío Tonoose" del personaje que Danny Thomas interpretaba en el show Make Room for Daddy.
Conried también intervino en el episodio "What Makes Opera Grand?", emitido en 1958, de la famosa serie Omnibus. En el episodio Leonard Bernstein mostraba el poderoso efecto de la música en la opera, actuando Conried como Marcello en una dramatización hablada del acto III de la obra de Giacomo Puccini La Bohème. En el programa se demostraba el efecto de la música en La Bohème haciendo que los actores leyeran porciones del libreto en inglés, mientras que a continuación se interpretaban las mismas líneas por cantantes de ópera.

## Fallecimiento
Hans Conried permaneció activo hasta el momento de su súbita muerte, ocurrida en Burbank, California, el 5 de enero de 1982 a causa de una enfermedad cardiovascular. Había estado casado con Margaret Grant desde el 29 de enero de 1942 hasta el día de su muerte, ocurrida pocos días antes de su 40.º aniversario de boda. La pareja tuvo cuatro hijos. El cuerpo de Conried fue donado para la investigación médica.

## Filmografía
- Dramatic School (1938)
- Never Say Die (1939)
- It's a Wonderful World  (1939)
- On Borrowed Time (1939)
- Dulcy (1940)
- El gran dictador (1940)
- Bitter Sweet (1940)
- Maisie Was a Lady (1941)
- More About Nostradamus (1941, corto)
- Underground (1941)
- Unexpected Uncle (1941)
- Weekend for Three (1941)
- The Gay Falcon (1941, sin créditos)
- A Date with the Falcon (1941)
- Joan of Paris (1942)
- Blondie (1942)
- Saboteur (1942)
- The Wife Takes a Flyer (1942)
- Pacific Rendezvous (1942)
- The Falcon Takes Over (1942)
- The Big Street (1942)
- The Greatest Gift (1942) (corto)
- Nightmare (1942)
- Once Upon a Honeymoon (1942)
- Underground Agent (1942)
- Hitler's Children (1943)
- Journey into Fear (Estambul, 1943)
- Hostages (1943)
- A Lady Takes a Chance (1943)
- Crazy House (1943)
- His Butler's Sister (La hermanita del mayordomo) (1943)
- Passage to Marseille (1944)
- La señora Parkington (1944)
- The Beach Nut (1944, corto, voz)
- Ski for Two (1944, corto, voz)
- Chew-Chew Baby (1945, corto, voz)
- Sliphorn King of Polaroo (1945, corto, voz)
- The Dippy Diplomat (1945, corto, voz)
- Reckless Driver (1946, corto, voz)
- Design for Death (1947, corto, voz, narrador)
- Well Oiled (1947, corto, voz)
- The Senator Was Indiscreet (1947)
- Variety Time (1948)
- The Barkleys of Broadway (1949)
- My Friend Irma (1949)
- Bride for Sale (1949)
- Un día en Nueva York (1949)
- One Hour in Wonderland (1950)
- Nancy Goes to Rio (1950)
- Summer Stock (1950)
- Rich, Young and Pretty (1951)
- New Mexico (1951)
- Behave Yourself! (Pórtate bien) (1951)
- Texas Carnival (1951)
- Too Young to Kiss (1951)
- I'll See You in My Dreams (1951)
- Johann Mouse (1952, corto, voz)
- The Light Touch (1952)
- Three for Bedroom "C" (1952)
- Big Jim McLain (1952)
- El mundo en sus manos (1952)
- The Twonky (1953)
- Peter Pan (1953, voz)
- The Emperor's New Clothes (1953, corto, voz)
- Siren of Bagdad (1953)
- The 5,000 Fingers of Dr. T (Los 5.000 dedos del doctor T) (1953)
- The Affairs of Dobie Gillis (1953)
- Ben and Me (1953, corto, voz)
- Davy Crockett, King of the Wild Frontier (1955)
- Un fresco en apuros (1955)
- The Birds and the Bees (1956)
- Bus Stop (1956)
- Carnival in Munich (1956, corto, narrador)
- The Story of Anyburg U.S.A. (1957, corto, voz)
- The Monster That Challenged the World (1957)
- Jet Pilot (1957)
- The Big Beat (1958)
- Rock-A-Bye Baby (Yo soy el padre y la madre) (1958)
- Juke Box Rhythm (1959)
- 1001 Arabian Nights (1959, voz)
- The Magic Fountain (1961, voz)
- Jay Ward's Fractured Fairy Tales (1963, presentador)
- My Six Loves (Mis seis amores) (1963)
- Cuatro gángsters de Chicago (1964)
- The Patsy (Jerry Calamidad) (1964)
- Wake Me When the War Is Over (1969, TV)
- The Phantom Tollbooth (1970, voz)
- Horton Hears a Who! (1970, voz)
- Dr. Seuss on the Loose (1973, narrador/Zax al norte, voz)
- The Brothers O'Toole (1973)
- The Shaggy D.A. (Un candidato muy peludo) (1976)
- The Magic Pony (1977, voz)
- El hobbit (1977, voz)
- Halloween is Grinch Night (1977, voz)
- The Cat from Outer Space (1978)
- Oh, God! Book II (1980)
- Why Didn't Somebody Tell Me? (1980)
- Scruffy (1980, voz)
- Faeries (1981, voz)
- The Trolls and the Christmas Express (1981, voz)
- Miss Switch to the Rescue (1982, voz)